# Cyclophora pendularium
Cyclophora pendularium là một loài bướm đêm trong họ Geometridae.